# Mistrzostwa Europy w łucznictwie polowym
Mistrzostwa Europy w łucznictwie polowym – zawody łucznicze, które odbywają się obecnie co dwa lata. 
Po raz pierwszy mistrzostwa odbyły się w 1970 roku w Cardiff (Walia). W latach 1970–1978 oraz 1982-1988 impreza była połączona z mistrzostwami świata. Nie rozgrywano osobnych konkurencji, medale otrzymywała trójka najlepszych reprezentantów z Europy. W latach 1989–1994 nie rozgrywano imprezy, powrócono do niej, już niezależnie od mistrzostw świata, w 1995 roku.
Początkowo zawodnicy i zawodniczki walczyli o indywidualne medale w łuku klasycznym oraz łuku gołym/instynktownym. W latach 1986–1988 rozgrywano zawody w mikście, które od 1997 roku zostały zastąpione przez rozgrywki drużynowe. Od 1995 roku rozgrywane są zawody w łuku bloczkowym. Od 1999 w mistrzostwa startują również juniorzy. W 2021 do programu imprezy włączono zawody w mikście.
Polska zdobyła dotychczas trzy medale, wszystkie w 2015 roku, na imprezie zorganizowanej w Rzeszowie. Wicemistrzynią Europy seniorek w łuku klasycznym została Natalia Leśniak. Na najniższym stopniu podium wśród juniorek w łuku klasycznym stanęła Marlena Kocaj, która wywalczyła także brąz drużynowo, razem z Pauliną Ostrowską i Martyną Wiśniewską.

## Edycje
| Lp  | Rok  | Gospodarz    | Data                         | Liczba konkurencji |
| --- | ---- | ------------ | ---------------------------- | ------------------ |
| 1.  | 1970 | Cardiff      | 11–12 września               | 4                  |
| 2.  | 1972 | Gorycja      | 16-17 września               | 4                  |
| 3.  | 1974 | Zagrzeb      | 27-28 sierpnia               | 4                  |
| 4.  | 1976 | Mölndal      | 4-5 września                 | 4                  |
| 5.  | 1978 | Genewa       | 16–17 września               | 4                  |
| 6.  | 1980 | Compiègne    | 25 sierpnia - 5 września     | 4                  |
| 7.  | 1982 | Kingsclere   | 11–12 września               | 4                  |
| 8.  | 1984 | Hyvinkää     | 23–25 sierpnia               | 4                  |
| 9.  | 1986 | Radstadt     | 25–30 sierpnia               | 7                  |
| 10. | 1988 | Bolzano      | 29 maja - 6 czerwca          | 8                  |
| 11. | 1995 | Lillehammer  | 28 sierpnia - 3 września     | 8                  |
| 12. | 1997 | Ardesio      | 24–29 czerwca                | 8                  |
| 13. | 1999 | Bovec        | 20–27 czerwca                | 13                 |
| 14. | 2001 | Železná Ruda | 16-22 lipca                  | 14                 |
| 15. | 2003 | Vagney       | 10-16 sierpnia               | 10                 |
| 16. | 2005 | Rogla        | 11-17 września               | 14                 |
| 17. | 2007 | Bjelovar     | 6-11 sierpnia                | 13                 |
| 18. | 2009 | Champagnac   | 18-23 sierpnia               | 10                 |
| 19. | 2011 | Montevarchi  | 12-17 września               | 14                 |
| 20. | 2013 | Terni        | 25 sierpnia - 1 września     | 15                 |
| 21. | 2015 | Rzeszów      | 5-10 października            | 16                 |
| 22. | 2017 | Mokrice      | 22-26 sierpnia               | 15                 |
| 23. | 2019 | Mokrice      | 30 września - 5 października | 16                 |
| 24. | 2021 | Poreč        | 5-12 września                | 21                 |

## Zwycięzcy

### Kobiety
| Rok  | Łuki klasyczne      | Łuki bloczkowe     | Łuki gołe/instynktowne | Drużynowo |
| ---- | ------------------- | ------------------ | ---------------------- | --------- |
| 1970 | Sonia Johansson     |                    | Ingegerd Granqvist     |           |
| 1972 | Maj-Britt Johansson |                    | Ingegerd Granqvist     |           |
| 1974 | Ida Da Poian        |                    | Ingegerd Granqvist     |           |
| 1976 | Annemarie Lehmann   | Shirley Sandiford  |                        |           |
| 1978 | Annemarie Lehmann   | Anne Cecchini      |                        |           |
| 1980 | Natalja Butuzowa    | Sirpa Konttila     |                        |           |
| 1982 | Carita Jussila      | Annie Dardenne     |                        |           |
| 1984 | Angela Goodall      | Giuseppina Meini   |                        |           |
| 1986 | Carita Jussila      | Annie Dardenne     | Francja                |           |
| 1988 | Liselott Andersson  | Giuseppina Meini   | Włochy                 |           |
| 1995 | Cristina Ioriatti   | Petra Ericsson     | Marie Palm             | Szwecja   |
| 1997 | Hedi Mittermeier    | Jozica Emersic     | Jutta Schneider        | Włochy    |
| 1999 | Cristina Ioriatti   | Fabiola Palazzini  | Odile Bossiere         | Francja   |
| 2001 | Hedi Mittermeier    | Francoise Volle    | Patricia Lovell        | Włochy    |
| 2003 | Elisabeth Grube     | Lene Ahrenfeldt    | Monika Jentges         | Francja   |
| 2005 | Elin Kättström      | Ulrika Sjöwall     | Monika Jentges         | Niemcy    |
| 2007 | Amy Oliver          | Ingrid Olofsson    | Annika Åhlund          | Słowenia  |
| 2009 | Christine Bjerendal | Isabell Danielsson | Andrea Raigel          | Włochy    |
| 2011 | Elena Richter       | Ivana Buden        | Eleanora Strobbe       | Włochy    |
| 2013 | Jessica Tomasi      | Toja Černe         | Ulrike Koini           | Włochy    |
| 2015 | Ana Umer            | Irene Franchini    | Martina Macková        | Francja   |
| 2017 | Ana Umer            | Irene Franchini    | Lina Björklund         | Włochy    |
| 2019 | Laurena Villard     | Toja Ellison       | Cinzia Noziglia        | Włochy    |
| 2021 | Chiara Rebagliati   | Sara Ret           | Cinzia Noziglia        | Włochy    |

### Mężczyźni
| Rok  | Łuki klasyczne         | Łuki bloczkowe   | Łuki gołe/instynktowne | Drużynowo |
| ---- | ---------------------- | ---------------- | ---------------------- | --------- |
| 1970 | Derek Gunson           |                  | Leif Berggren          |           |
| 1972 | Erik Karlsson          |                  | Leif Berggren          |           |
| 1974 | Tommy Persson          |                  | Leif Berggren          |           |
| 1976 | Tommy Persson          | Jukka Virtanen   |                        |           |
| 1978 | Gert Bjerendal         | Anders Rosenberg |                        |           |
| 1980 | Marnix Vervinck        | Pekka Mertanen   |                        |           |
| 1982 | Tommy Quick            | Anders Rosenberg |                        |           |
| 1984 | Gert Bjerendal         | Lars Weren       |                        |           |
| 1986 | Göran Bjerendal        | Mats Palmer      | Francja                |           |
| 1988 | Andrea Parenti         | Michele Oneto    | Włochy                 |           |
| 1995 | Göran Bjerendahl       | Niels Baldur     | Twan Cleven            | Holandia  |
| 1997 | Paul Vermeiren         | Peter Rasmussen  | Mattias Larsson        | Szwecja   |
| 1999 | Michele Frangilli      | Tom Henriksen    | Mattias Larsson        | Francja   |
| 2001 | Nicolas Gaudron        | Peter Penner     | Mattias Larsson        | Szwecja   |
| 2003 | Sebastian Rohrberg     | Morgan Lundin    | Erik Jonsson           | Francja   |
| 2005 | Ernesto Bortolami      | Niels Baldur     | Sergio Cassiani        | Szwecja   |
| 2007 | Björn Jansson          | Tom Henriksen    | Erik Jonsson           | Włochy    |
| 2009 | Michele Frangilli      | Chris White      | Giuseppe Seimandi      | Włochy    |
| 2011 | Luca Palazzi           | Jari Haavisto    | Bobby Larsson          | Niemcy    |
| 2013 | Jérôme Bidault         | Slavko Tursic    | Alessandro Giannini    | Niemcy    |
| 2015 | Jonathan Andersson     | Duncan Busby     | Timo Leskinen          | Szwecja   |
| 2017 | Marco Morello          | Domagoj Buden    | Erik Jonsson           | Niemcy    |
| 2019 | Jean-Charles Valladont | Domagoj Buden    | Eric Esposito          | Niemcy    |
| 2021 | Florian Unruh          | Domagoj Buden    | Martin Ottosson        | Hiszpania |

### Mikst (seniorzy)
| Rok  | Łuki klasyczne  | Łuki bloczkowe | Łuki gołe |
| ---- | --------------- | -------------- | --------- |
| 2021 | Wielka Brytania | Włochy         | Włochy    |

### Juniorki
| Rok  | Łuki klasyczne  | Łuki bloczkowe       | Łuki gołe/instynktowne | Drużynowo |
| ---- | --------------- | -------------------- | ---------------------- | --------- |
| 1999 | Irene Franchini | Serena Pisano        |                        |           |
| 2001 | Elin Kättström  | Karin Teghammar      | Alessia Marcesini      |           |
| 2005 | Carla Frangilli | Isabell Danielsson   | Sara Emanuelsson       |           |
| 2007 | Stefania Rolle  | Malin Johansson      |                        |           |
| 2011 | Zoé Gobbels     | Daisy Clark          |                        |           |
| 2013 | Marion Vives    | Mimmi Eriksson       | Louise Rees            |           |
| 2015 | Bryony Pitman   | Erica Benzini        | Sara Noceti            | Włochy    |
| 2017 | Mathilde Louis  | Amanda Mlinarić      | Sara Liljeström        |           |
| 2019 | Louisa Piper    | Amanda Mlinarić      | Eleonora Meloni        | Włochy    |
| 2021 | Beatrice Miklos | Andrea Nicole Moccia | Eleonora Meloni        | Rumunia   |

### Juniorzy
| Rok  | Łuki klasyczne      | Łuki bloczkowe  | Łuki gołe/instynktowne | Drużynowo |
| ---- | ------------------- | --------------- | ---------------------- | --------- |
| 1999 | Alan Wills          | Radoslav Židek  | Ivan Muznik            |           |
| 2001 | Dave van der Coelen | Mikael Heijel   | Lars Hallerfors        |           |
| 2003 | Alessandro Anderle  | Mads Noergaard  |                        |           |
| 2005 | Jadran Lukančič     | Ed Goldsmith    | Giuseppe Seimandi      |           |
| 2007 | Sebastian Djerf     | Mikael Roos     | Andreas Mouwitz        |           |
| 2009 | Sebastian Djerf     |                 | Raphael Petit Minuesa  |           |
| 2011 | Marco Morello       | Timo Schott     | Henrik Hornung         | Niemcy    |
| 2013 | Patrick Huston      | Isak Carlsson   | Raphael Petit Minuesa  | Francja   |
| 2015 | Valentin Ripaux     | Michele Tullini | Eric Esposito          | Austria   |
| 2017 | Valentin Ripaux     | Nico Wiener     | Eric Esposito          | Włochy    |
| 2019 | Žiga Ravnikar       | Anders Faugstad | Sebastian Jansson      | Słowenia  |
| 2021 | František Heřmánek  | Michea Godano   | Matteo Seghetta        | Szwecja   |

### Mikst (juniorzy)
| Rok  | Łuki klasyczne | Łuki bloczkowe | Łuki gołe |
| ---- | -------------- | -------------- | --------- |
| 2021 | Słowenia       | Włochy         |           |

## Polscy medaliści
| Medal  | Rok  | Miejsce | Konkurencja                             | Zawodnicy          |
| ------ | ---- | ------- | --------------------------------------- | ------------------ |
| srebro | 2015 | Rzeszów | Seniorki indywidualnie (łuki klasyczne) | Natalia Leśniak    |
| brąz   | 2015 | Rzeszów | Juniorki indywidualnie (łuki klasyczne) | Marlena Kocaj      |
| brąz   | 2015 | Rzeszów | Juniorki drużynowo                      | Marlena Kocaj      |
| brąz   | 2015 | Rzeszów | Juniorki drużynowo                      | Paulina Ostrowska  |
| brąz   | 2015 | Rzeszów | Juniorki drużynowo                      | Martyna Wiśniewska |